# Living Doll (dal)
Living Doll Cliff Richard brit énekes és a The Shadows (akkoriban még a The Drifters) közös, nagy sikerű dala, amelynek a producere Norrie Paramor volt.
A dalt eredetileg Lionel Bart írta, 1959-ben rögzítették.
- 1959 Eladások világszerte: 2 000 000
- 1986 Eladások világszerte: 1 600 000

## Az 1959-es verzió
A dal eredeti verzióját 1959-ben rögzítette Cliff Richard és a The Drifters együttes, a dal producere Norrie Paramor volt. Az Egyesült Királyság kislemez listájának 1. helyén végzett és ott is maradt hat hétig 1959 júliusában és több, mint 1 millió darabot adtak el belőle. A dal Ivor Novello-díjat nyert A Legjobb Dal kategóriában. Ez volt Richard első sikerdala, amely bekerült a Top 30-ba az amerikai Billboard Hot 100 listán. Szerepelt a Serious Charge című filmben is és megjelent a Serious Charge Című 7 hüvelykes EP-n (Columbia SEG 7895).
A dal előadói: Cliff Richard (vokál), Hank Marvin (gitár), Bruce Welch (gitár), Jet Harris (basszusgitár) és Tony Meehan (dobok)

## Az 1986-os verzió
27 évvel később, 1986-ban egy alternatív komikus együttes, a The Young Ones felkérte Richardot, 
hogy rögzítsék a Living Doll című dal komikus verzióját a Comic Relief segélyszervezet részére. Nagy meglepetésükre, Richard elvállalta a munkát és az új verzió a brit kislemez lista élére került. 1986. márciusában 3 hétig vezette a slágerlistát. A The Shadows együttes gitárosa, Hank Marvin 1975 óta először, ekkor csatlakozott ismét Cliff Richardhoz.

## Előadók
- Cliff Richard (vokál)
- Hank Marvin (gitár)
- Bruce Welch (gitár)
- Jet Harris (basszusgitár)
- Tony Meehan (dobok)

## Az alábbi kiadványokon jelent meg
| Megjelenés éve       | Album címe                                               | Típus     | Kiadó             | Hossz           |
| -------------------- | -------------------------------------------------------- | --------- | ----------------- | --------------- |
| 1961                 | Greatest Hits, Vol. 1.                                   | LP        | EMI Columbia      |                 |
| 1963                 | Cliff's Hits Album                                       | LP        | EMI Columbia      | DA8870/986281-0 |
| 1967. október 18.    | Cliff in Japan                                           | LP        | EMI Columbia      | 2:39            |
| 1977. október 21.    | 40 Golden Greats                                         | Audio CD  | EMI               | 2:38            |
| 1987. október 1.     | Rock on with Cliff                                       | Audio CD  | MFP               |                 |
| 1990                 | Top 40 Hits of All Time, Vol. 2.                         | CD        | Teal Trutone      | 2:42            |
| 1994. október 31.    | Meine Grossen Erfolge                                    | Audio CD  | EMI Electrola     | 2:37            |
| 1995. október 16.    | The Hit List                                             | VHS       | EMI               | 2:37            |
| 1995. március 6.     | Live & Guaranteed 1988                                   | CD/VHS    | EMI               |                 |
| 1996. július 29.     | At the Movies 1959-1974                                  | CD        | EMI               | 2:38            |
| 1998                 | 40 Jahre, 40 Hits                                        | CD        | EMI               | 2:37            |
| 1999. december 28.   | 40 Years of Hits in Holland                              | Audio CD  | EMI               | 2:39            |
| 2000. december 12.   | Greatest R&R Love Songs                                  | CD        | EMI               | 2:39            |
| 2001. június 26.     | Dance with Cliff Richard                                 | CD        | Magic             |                 |
| 2002. július 16.     | The Best of Cliff Richard                                | CD        | EMI Int'l         | 2:39            |
| 2002. augusztus 12.  | The Singles Collection                                   | CD        | EMI               | 2:39            |
| 2003. március 11.    | 30 Years of Hits                                         | CD        | Blue Powder       | 2:38            |
| 2003. november 10.   | 50 Years of the Greatest Hit Singles Platinum Collection | CD        | Virgin Television | 2:37            |
| 2003. június 3.      | Best of Cliff Richard (Japan import)                     | CD        | Toshiba EMI       | 2:39            |
| 2003. december 1.    | I Love 2 Party 2004                                      | CD        | EMI               | 2:38            |
| 2005. november 29.   | Let the Good Times Roll: 1955-1959                       | CD        | Sony BMG          | 2:39            |
| 2005. november 14.   | The Platinum Collection                                  | Audio CD  | EMI               | 2:39            |
| 2006. szeptember 11. | Capital Gold 50's Legends                                | CD        | EMI               | 2:36            |
| 2005. november 25.   | In Portugal                                              | DVD       | ZYX Music         | 2:36            |
| 2006. augusztus 28.  | The Best Rock and Roll Love Songs in the World…Ever!     | Audio CD  | Virgin Television |                 |
| 2006. november 13.   | They Don't Make Them Like This Anymore!                  | Audio CD  | V2 TV             |                 |
| 2007. november 5.    | 101 Number Ones                                          | CD        | Virgin            | 2:37            |
| 2007. november 23.   | Absolutely Live!                                         | DVD       | ZYX Music         |                 |
| 2007. január 29.     | Complete Hits                                            | Audio CD  | EMI Int'l         | 2:39            |
| 2007. március 23.    | The Countdown Concert                                    | DVD/Video | WVI               | 2:36            |
| 2008. március 24.    | Folle Histoire de Rock N Roll: Platinum Collection       | Audio CD  | EMI France        | 2:38            |
| 2008. szeptember 15. | And They Said It Wouldn't Last: My 50 Years in Music     | CD        | EMI Int'l         | 2:39            |
|                      | Evergreens                                               | CD        | TVCD              |                 |

## Helyezések
| Ország                   | Helyezés 1959-es verzió | Helyezés 1986-os verzió |
| ------------------------ | ----------------------- | ----------------------- |
| Hollandia Top 40 Listája |                         | 1                       |
| UK Kislemez Lista        | 1                       | 1                       |
| Billboard Hot 100        | 30                      |                         |